# Željko Mrvaljević
 (in serbo Жељко Мрваљевић?; Antivari, 8 aprile 1981) è un ex calciatore montenegrino, di ruolo difensore.
Precedentemente jugoslavo, fino alla definitiva conclusione dell'esperienza federativa della Jugoslavia avvenuta nel 2003, nonché serbo-montenegrino, fino alla scissione della Serbia e Montenegro in due stati indipendenti occorsa nel 2006.